# Morski ježki
Morski ježki (znanstveno ime Echinoidea) so morski organizmi iz skupine iglokožcev. Med morske ježke uvrščamo okoli 1.200 vrst, ki naseljujejo vse svetovne oceane, od območij plimovanja do globine 5.000 m. Telo morskih ježkov je okroglo in majhno s številnimi bodicami, običajno pa so črne, temno zelene, olivne, rjave, vijolične, modre ali rdeče barve. Gibljejo se počasi po morskem dnu, v glavnem pa se prehranjujejo z algami. Čeprav bodice, ki so pri nekaterih vrstah strupene, dobro ščitijo morske ježke, so nekateri plenilci, kot so morske vidre, raki in volčja jegulja (Anarrhichthys ocellatus), posebej prilagojeni za plenjenje morskih ježkov. Morski ježki veljajo za delikateso v mnogih svetovnih kuhinjah.

## Telesna zgradba
Morski ježki so zvezdasto (radialno) somerni organizmi s kroglastim telesom. Običajna velikost se giblje med 6 in 12 cm, največje vrste pa dosežejo 36 cm. V splošnem jih delimo na dve skupini, in sicer na Euechinoidea, »moderni« tip ježkov, ter Cidaroidea, ki imajo debele in tope bodice, na katerih rastejo alge in spužve. V prvo skupino prištevamo tudi ježke z nepravilno, dvobočno somerno obliko, kot so morski kovanci (Clypeasteroida) in srčasti ježki (Spatangoida). Njihovo telo je prilagojeno zakopavanju v pesek in sediment.
Notranji skelet (endoskelet) je sestavljen iz apnenčastih plošč, trdno povezanih med sabo. Na ploščah se nahajajo številne izbokline, na katerih so pritrjene bodice. Te so navadno dolge od 1–3 cm in debele 1–2 mm; ježki iz rodu Diadema, ki prebivajo v tropskih morjih, imajo najdaljše bodice, tj. od 10–30 cm. Ena od bistvenih in očitnih vlog bodic je vsekakor obramba pred plenilci, pri nekaterih vrstah pa so bodice tudi strupene (glej spodnje poglavje Strupenost in poškodbe). Poleg tega lahko služijo premikanju po morskem dnu, zakopavanju v pesek oz. sediment ter kot sito za lovljenje delcev hrane. Na površini mnogih ježkov se nahajajo majhni, škarjam podobni izrastki, imenovani pedicelariji, za katere se domneva, da pomagajo čistiti alge, prisesane organizme in organski drobir iz površine telesa. Pri nekaterih ježkih so pedicelariji prav tako strupeni, npr. pri cvetličnem ježku (Toxopneustes pileolus).
Tako kot vsi iglokožci imajo tudi morski ježki poseben vodovodni sistem, sestavljen iz kanalov, napolnjenih s tekočino. Ta deluje kot hidravlični sistem, ki je pomemben za premikanje, prisesavanje na podlago in izmenjavo dihalnih plinov. Vidni del tega sistema so številne brazdne nožice, ki se nahajajo na površini telesa in služijo številnim nalogam, med drugim kot priseski za vzpenjanje na trdi podlagi ali čvrsto pritrditev, za izmenjavo dihalnih plinov (podobno kot škrge), pobiranje hrane ali zakopavanje. Okoli ustne odprtine se sicer nahaja pet parov škrg, ki so glavno mesto za izmenjavo plinov.
Ustna odprtina se nahaja na spodnji strani telesa, zadnjik pa na zgornji (aboralni) strani. Čeljustni aparat je sestavljen iz petih apnenčastih zobcev, katere premika zapleten sistem mišic, podpirajo pa ga številne skeletne strukture - celotna struktura je znana pod imenom Aristotelova svetilka oz. lanterna.
Živčevje je dokaj preprosto: sestavlja ga veliki živčni obroč, ki obkroža Aristotelovo svetilko, iz katerega izhaja pet radialnih živcev, ki se nato še razvejijo in oživčujejo brazdne nožice, bodice in pedicelarije. Morski ježki lahko zaznavajo dotik, svetlobo in snovi. Statociste, imenovane tudi sferidiji, delujejo kot ravnotežni organ.

## Razmnoževanje in življenjski krog
Razmnožujejo se na spolni način preko zunanje oploditve. V določenem delu leta (npr. v zmerno toplih morjih spomladi ali zgodaj poleti) se spolne žleze močno povečajo, spolne celice (gamete) pa se ob zadostni namnožitvi sprostijo skozi odprtino na sredini zgornjega dela telesa. Morski ježki pogosto živijo v skupinah, kar poveča možnosti za oplojevanje, poleg tega pa lahko medsebojno prilagodijo čas sproščanja gamet, da je časovni zamik sproščanja pri osebkih v skupini čim manjši. Sposobnost obstanka vrste je tako sorazmerna z večjo gostoto populacije ježkov, kar opisuje Alleejev učinek.
Iz oplojenega jajčeca se razvije ličinka, ki prosto plava in živi kot zooplankton več tednov. Za razliko od odraslih osebkov ličinka nima zvezdaste somernosti telesa. Med rastjo v telesu že začne nastajati zasnova notranjega skeleta v obliki apnenčastih paličic. Ličinka se po tem obdobju ustali na morskem dnu in se v času okoli ene ure preobrazi v odraslo obliko, ki skozi čas zraste do polne velikosti. Kako ličinka izbere prostor ustalitve, ni povsem jasno, verjetno so za to odločilne snovi, ki jih morska trava, s katero se hranijo, spušča v okolico, in/ali prisotnost drugih ježkov. Posebnost predstavljajo nekatere vrste ježkov v polarnih območjih, pri katerih samice zadržujejo velika jajčeca na površini telesa s pomočjo bodic, iz oplojenega jajčeca pa se neposredno razvijejo mladi osebki; stadij prosto plavajoče ličinke je tako popolnoma odsoten.
Kljub učinkoviti zaščiti so se nekateri plenilci posebej prilagodili za plenjenje morskih ježkov. Med prilagoditve spadajo npr. klešče, posebni zobje in kremplji. Glavni plenilci so morske vidre, volčja jegulja (Anarrhichthys ocellatus), morske zvezde, mnoge koralne ribe in raki. Morski kovanci so izpostavljeni napadom morskih polžev, ki izvrtajo luknje skozi apnenčasto ogrodje. Poleg pasivne obrambe se lahko ježki izognejo plenilcem na ta način, da se odlepijo od trde podlage (npr. od kamna) in se skotalijo stran; taktika je sicer primerna za relativno počasne plenilce, kot so morske zvezde.
Morski ježki lahko doživijo več kot 50 let starosti.

## Življenjski prostor in način življenja
Morski ježki naseljujejo vse svetovne oceane v praktično vseh globinah. Antarktični ježek (Sterechinus neumayeri) prebiva npr. v morjih na polarnem območju, večina morskih ježkov iz rodu Echinothuriidae ter iz rodu Dermechinus pa naseljuje globokomorska področja, tj. globine več tisoč metrov. Primerki ježkov iz družine  Pourtalesiidae so bili najdeni celo na globini 6.850 m. Prodnati ježek (Colobocentrotus atratus) se je s sploščenim telesom prilagodil bivanju na obalah, poleg tega je eden od redkih ježkov, ki lahko več ur preživi izven vode.
Kljub prebivanju v raznolikih ekosistemih večina vrst živi v zmerno toplih in tropskih morjih blizu obale, do globine nekaj deset metrov, kjer je hrane v obliki alg dovolj. Zaradi nevarnosti pregrevanja, izsušitve in plenilcev, predvsem ptic, se izogibajo najbolj plitvim delom ob obali in se najraje skrivajo med kamni. Nekateri ježki se prekrijejo z deli morske trave ali kosi lupin školjk, ki jih trdno držijo z brazdnimi nožicami. Tako vedenje verjetno služi kamuflaži in zaščiti pred premočno sončno svetlobo.
Mnogi ježki se po morskem dnu premikajo s pomočjo bodic. Navpično (npr. po algah) se premikajo s pomočjo brazdnih nožic, ki delujejo kot priseski. Morski ježek Echinometra lucunter si z zobci v kamen ali celo jeklene pilote pomolov izdolbe varno bivališče, v katerem se skriva pred plenilci. Srčasti ježki (Spatangoida) in morski kovanci (Clypeasteroida) živijo delno ali v celoti zakopani v sedimentu. Nekateri srčasti ježki živijo 15 cm ali več pod površjem morskega dna in vzdržujejo odprti tunel vode zaradi prehranjevanja in dihanja.

### Prehrana
Večina morskih ježkov se prehranjuje s strganjem alg in majhnih pritrjenih živali s površine kamnov in morskega dna. Nekateri se prehranjujejo z morsko travo ali algami, kot je kelp, zaradi zaščite pred plenilci pa so aktivni predvsem ponoči. Že omenjeni Echinometra lucunter se ustali v svojem bivališču in lovi delce hrane z bodicami in pedicelariji. Globokomorski ježki se prehranjujejo z odmrlim organskim materialom, celo z deli potopljenega lesa. Srčasti ježki delno privzemajo delce hrane iz sedimenta, v katerem so zakopani, deloma iz vode v tunelu. Na zgornji strani telesa morskih kovancev so številne fine in majhne bodice, ki delce hrane premikajo do spodnje strani, kjer je ustna odprtina, nekateri pa se samo delno zakopajo in precejajo vodo.
Morski ježki so pomembni rastlinojedi v ekosistemu, zato lahko ob nenadzorovanem množenju opustošijo velika območja kelpovih gozdov. Na zahodni obali Severne Amerike so tako škrlatno rdeči ježki povzročali škodo, kar je bilo posledica komercialnega lovljenja morskih vider zaradi krzna, ki so pomemben plenilec morskih ježkov in vzdržujejo njihovo populacijo na normalni ravni. Po zakonski prepovedi lova so se kelpovi gozdovi začeli obnavljati.

### Morski ježki v Sloveniji
V slovenskem morju biva 11 vrst morskih ježkov, od tega 5 pravilnih (Regularia) ter 6 nepravilnih ježkov (Irregularia).
Od pravilnih ježkov je v priobalju najbolj razširjen vijoličasti ježek (Paracentrotus lividus), ki se občasno močno razmnoži (tudi do 350 osebkov na m2), za kopalce pa predstavlja nadlego, saj se bodice lahko zapičijo v kožo. Sorodni črni ježek (Arbacia lixula) je na Slovenskem redek; od ostalih pravilnih ježkov lahko najdemo še npr. belobodičastega ježka (Sphaerechinus granularis) ter zelenega ježka (Psammechinus microtuberculatus).
Od nepravilnih ježkov najdemo med srčastimi ježki predvsem oblega ježka (Echinocardium fenauxi). Za severni del Jadranskega morja je v ekološkem smislu pomemben predvsem brazdasti ježek (Schizaster canaliferus), ki biva na muljastem oz. peščenem dnu. Je bioindikator, saj je zelo občutljiv na pomanjkanje kisika, tako da na onesnaženje opozarjajo množice ježkovih lupin. Od ostalih nepravilnih ježkov bivata na Slovenskem še npr. mali ježek (Echinocyamus pusillus) ter lirasti ježek (Brissopsis lyrifera).

## Strupenost in poškodbe
Bodice in pedicelariji mnogih morskih ježkov so dovolj ostri in močni, da zlahka predrejo nezaščiteno človeško kožo. Do poškodb in zastrupitev po navadi pride ob nepazljivi hoji v plitvinah s skalnato obalo, kjer se morski ježki radi skrivajo, in vstopanju v vodo blizu pomolov, kjer se nabirajo razni odpadki, s katerimi se ježki hranijo, dostikrat pa tudi ob prijemanju »zanimive« živali. Poseben problem je tudi potapljanje v nočnem času, ko so ježki aktivni in se hranijo; tako potapljači včasih opisujejo, da je morsko dno v nočnem času prekrito z morskimi ježki »kot preproga«.
Dolgobodičasti morski ježki iz družine Diadematidae imajo še posebej dolge in tanke bodice v primerjavi s telesom, ki se v tkivu rade prelomijo. Bodice so votle, v njih pa se nahaja strupena tekočina modre barve. Sam vbod je boleč, bolj kot bi bilo pričakovati od same mehanske poškodbe, kar nakazuje na vpletenost strupa, katerega sestava do sedaj še ni bila razjasnjena. Okoli mesta vboda nastane blaga oteklina in rdečina, koža v širši okolici pa se obarva modro zaradi pigmentov v izločenem strupu, ki lahko nekaj tednov ali mesecev po vbodu sprožijo preobčutljivostno (alergijsko) reakcijo. Bolečina navadno mine v nekaj urah. Redkokdaj se zaradi vboda pojavijo sistemski simptomi, kot je slabost (navzea).
Odlomljeni deli bodic v tkivu pogosto sprožijo vnetni odziv, zaradi česar nastane boleč granulom. Sekundarne okužbe (infekcije) rane so dokaj pogoste, še posebej ob pomanjkljivi oskrbi rane.
Bodice morskih ježkov iz reda Echinothurioida so kratke in kroglaste na koncih, v kroglasti razširitvi pa se nahaja strup. Sestava strupa še ni popolnoma znana. Sam vbod naredi sicer komaj zaznavno rano, vendar je izjemno boleč. Nekatere vrste, kot sta Asthenosoma marisrubri in A. varium, zato nosijo vzdevek ognjeni ježki, kar sicer velja tudi za vrsto Astropyga radiata iz družine Diadematidae. Bolečina navadno mine v pol ure. Močna bolečina lahko pri nekaterih sproži slabost, motnje krvnega obtoka (npr. zvišanje ali znižanje krvnega tlaka), duševne motnje ipd.
Pri nekaterih vrstah, kot so tiste iz rodu Toxopneustes, niso nevarne bodice, pač pa pedicelariji, ki prav tako lahko predrejo kožo in povzročijo zastrupitev. V strupu so bistvene beljakovinske sestavine: pri ježku Toxopneustes pileolus je npr. bil izoliran bazični toksin z molekulsko maso okoli 25 kDa. Bolečina ob vbodu je ostra in začne popuščati po 15 minutah, popolnoma pa izgine v eni uri. Ob zastrupitvi se lahko pojavi ohromitev (paraliza) obraznih mišic in jezika, kar povzroči motnje govora, poleg tega pa tudi ohromitev udov ali celo dihalnih (respiratornih) mišic in dezorientiranost, kar je lahko smrtno nevarno za potapljače in plavalce.
Ob poškodbi je treba takoj zapustiti morje in odstraniti vidne bodice s pinceto ter očistiti in razkužiti rano z alkoholom in jodovo tinkturo. Namakanje prizadetega dela v topli vodi je neučinkovito. Globoko zapičeni deli bodic zahtevajo kirurško obravnavo, še posebej ob vpletenosti medsklepnih prostorov. Za natančen prikaz bodic je včasih potrebno rentgensko slikanje: bodice se namreč zaradi apnenčaste sestave dobro vidijo na posnetku. Poleg tega je treba status cepljenja proti tetanusu, morebitne sekundarne okužbe pa zahtevajo uporabo antibiotika.
Morski ježki, ki živijo v evropskih morjih, v glavnem niso nevarni za človeka oz. vbodi ne povzročijo hujših poškodb. Med njih prištevamo vijoličastega ježka, črnega ježka, belobodičastega ježka in evropskega okrasnega ježka (Centrostephanus longispinus). Slednji ima sicer dolge bodice, ki lahko predrejo človeško kožo, vendar te niso tako nevarne kot pri sorodnih vrstah v tropskih morjih.